# Доброславець
Доброславець (пол. Dobrosławiec, нім. Friederikenhof) — село в Польщі, у гміні Машево Голеньовського повіту Західнопоморського воєводства.
Населення — 109 осіб (2011).

## Демографія
Демографічна структура станом на 31 березня 2011 року:
|          | Загалом | Допрацездатний вік | Працездатний вік | Постпрацездатний вік |
| -------- | ------- | ------------------ | ---------------- | -------------------- |
| Чоловіки | 54      | 8                  | 41               | 5                    |
| Жінки    | 55      | 13                 | 34               | 8                    |
| Разом    | 109     | 21                 | 75               | 13                   |